# Ciudad de la Costa

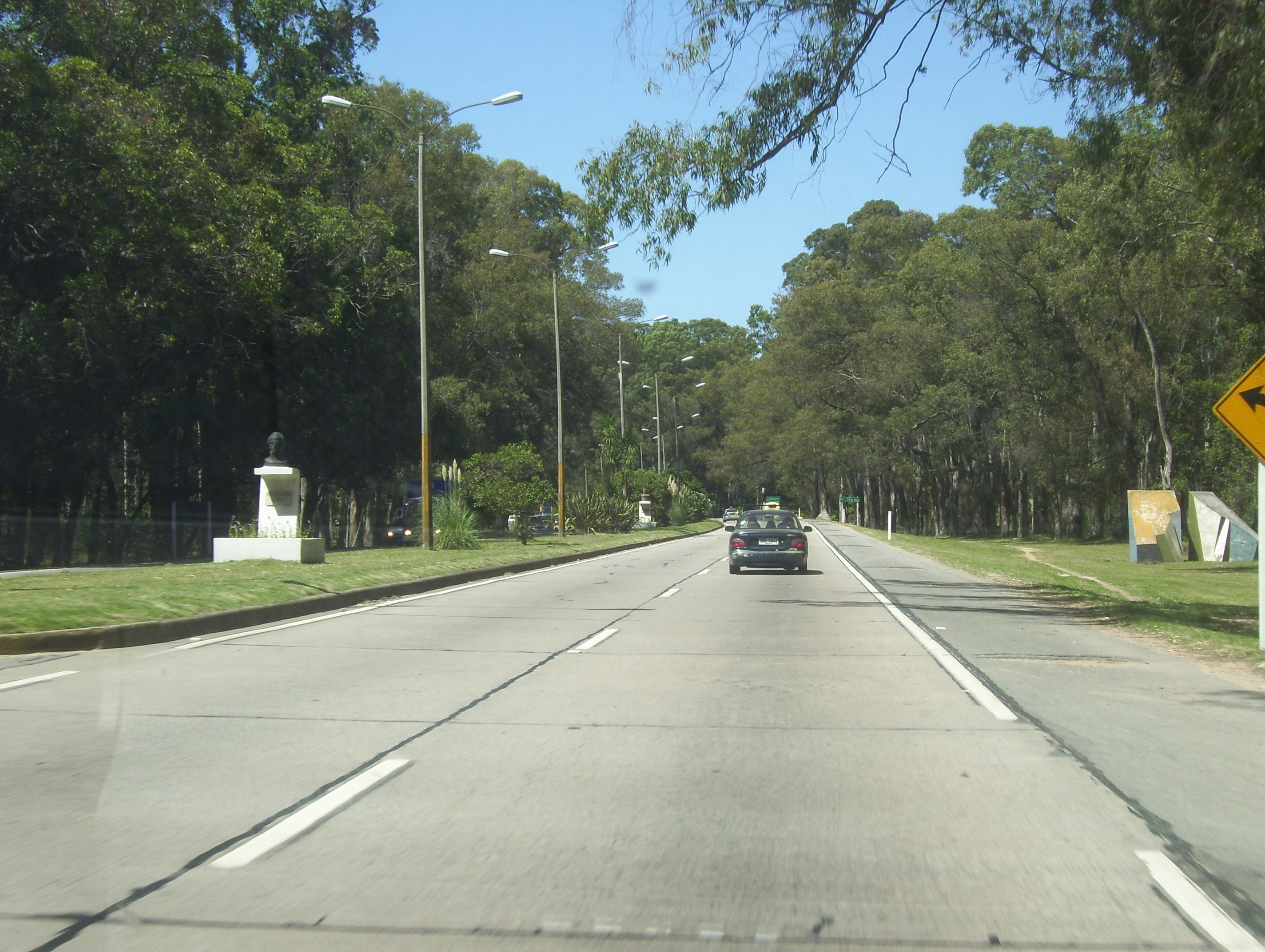
Avenida de las Américas a la altura del Parque Roosevelt.

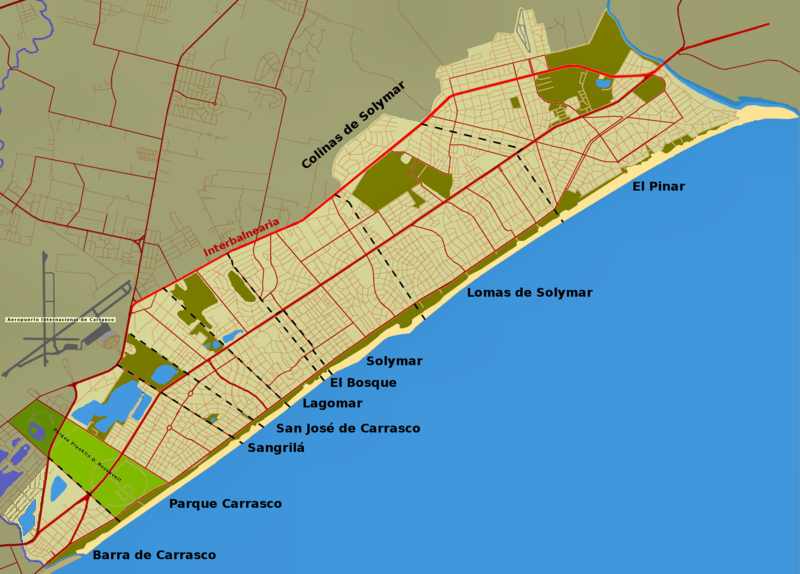
Mapa de Ciudad de la Costa

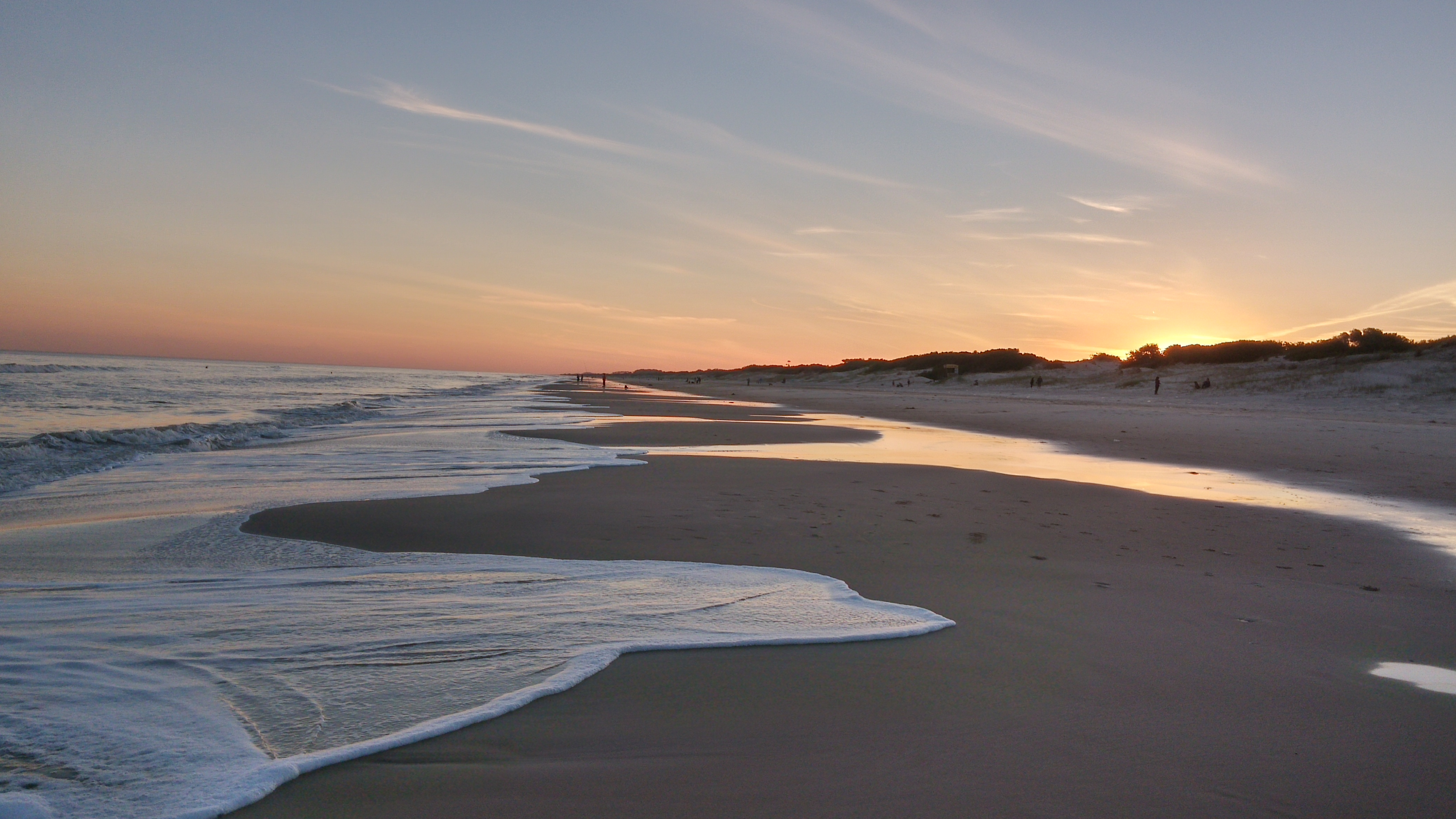
Playa de Médanos de Solymar en Ciudad de la Costa (Uruguay)

Ciudad de la Costa es una ciudad uruguaya del departamento de Canelones. Se localiza sobre la costa del Río de la Plata, al este de la ciudad de Montevideo y limítrofe con ésta. Se originó a mediados del siglo XX como un conjunto de balnearios costeros, abarcando desde Barra de Carrasco hasta El Pinar, que a lo largo del tiempo fueron consolidándose con población permanente. Fue declarada ciudad el 19 de octubre de 1994,otorgándole su denominación actual. Desde el 2010 es sede del municipio homónimo.  
Su rápido crecimiento poblacional la ha colocado como la segunda ciudad más poblada del Uruguay a partir del año 2011.

## Historia
La zona está caracterizada por una larga playa de arena de 18 km de largo históricamente denominada Playa de Santa Rosa, se fue poblando paulatinamente durante el siglo XX formándose una serie de balnearios: Shangrilá, San José de Carrasco, Lagomar, Solymar, Lomas de Solymar, El Pinar, etc. Los distintos balnearios se caracterizaban por una alta población flotante que sólo habitaba la zona en verano o los fines de semana, en tanto que la mayor parte de la población permanente trabajaba en Montevideo.
La abundancia de suelos arenosos posibilitó la existencia de múltiples canteras de arena (areneras) que dieron origen a los diversos lagos que caracterizan la zona. Algunos lagos son utilizados para baños y deportes acuáticos, aunque otros no son aptos para esos usos y, en cambio, actúan como refugio para diversas especies de aves y animales acuáticos.
A partir de los años 1980 sufrió un crecimiento explosivo consecuencia de un proceso expansivo de Montevideo. 
Según el censo de 1996, su población llegaba a 66.402 habitantes, un 92,6% más que en 1985. Los distintos balnearios comenzaron a fusionarse para formar de hecho una única área urbana, que llevó a su declaración como ciudad. El crecimiento en años posteriores se ha mantenido a un ritmo menor. 
Según el censo de 2004 la población era de 83 888 habitantes. 
Ciudad de la Costa es la ciudad satélite más grande del área metropolitana de Montevideo y la segunda ciudad más grande de Uruguay.
El último censo de población en el año 2023 arrojó una cantidad de 116.501 habitantes.

## Servicios
El crecimiento poblacional no ha sido acompañado por un adecuado desarrollo de la infraestructura de servicios, por lo que gran parte de la ciudad carece de saneamiento público y muchas calles suelen ser intransitables en períodos lluviosos.
A pesar de esas dificultades, Ciudad de la Costa es actualmente un centro comercial y turístico de importancia en el país.
El Aeropuerto Internacional de Carrasco se encuentra al norte de la ciudad, y el Autódromo Víctor Borrat Fabini al este. 
En el centro de la ciudad se encuentra el Costa Urbana Shopping y Centro Cívico en el cual se concentrarán las distintas oficinas públicas.
La educación pública secundaria se centra en pocos liceos públicos, siendo los más importantes El Pinar N°1 y N°2, Solymar N°1 y N°2. Con respecto a escuelas posee varias escuelas repartidas por toda la ciudad.
En la educación Técnico Profesional o UTU posee la UTU del pinar y de Solymar. También tiene 1 Centro de Lenguas Extranjeras (CLE)
Desarrolló varios centros educativos privados concentrados en el barrio Solymar y en la Avenida Giannattasio y la Rambla siendo los mayores privados el Areteia y el Santa Elena.
En la Salud se crearon varias clínicas de ASSE de primer nivel sin urgencia y de Segundo nivel con urgencia. Las principales clínicas son privadas.

## Geografía
La ciudad se encuentra ubicada a orillas del Río de la Plata entre el Parque Roosevelt y el arroyo Pando.
Forma parte del área metropolitana de Montevideo.
Cuenta con varios lagos resultado de las antiguas areneras que se encontraban allí instaladas. Uno de ellos cuenta con una salida al Río de la Plata mediante un canal artificial que impide la inundación de las zonas adyacentes.
Se encuentra aproximadamente sobre el nivel del mar, con una altura mínima de 0msm y una máxima de 31msm sobre la ruta Interbalnearia.

## Población
Según el censo de 2023 la ciudad cuenta con una población de 116.501 habitantes.
| 4,392                                                             | 19,482 | 34,483 | 66,402 | 83,888 | 95,178 | 116,501 |
| (Fuente: INE https://otu.opp.gub.uy/municipio/ciudad-de-la-costa) |        |        |        |        |        |         |

## Infraestructura

### Centros comerciales

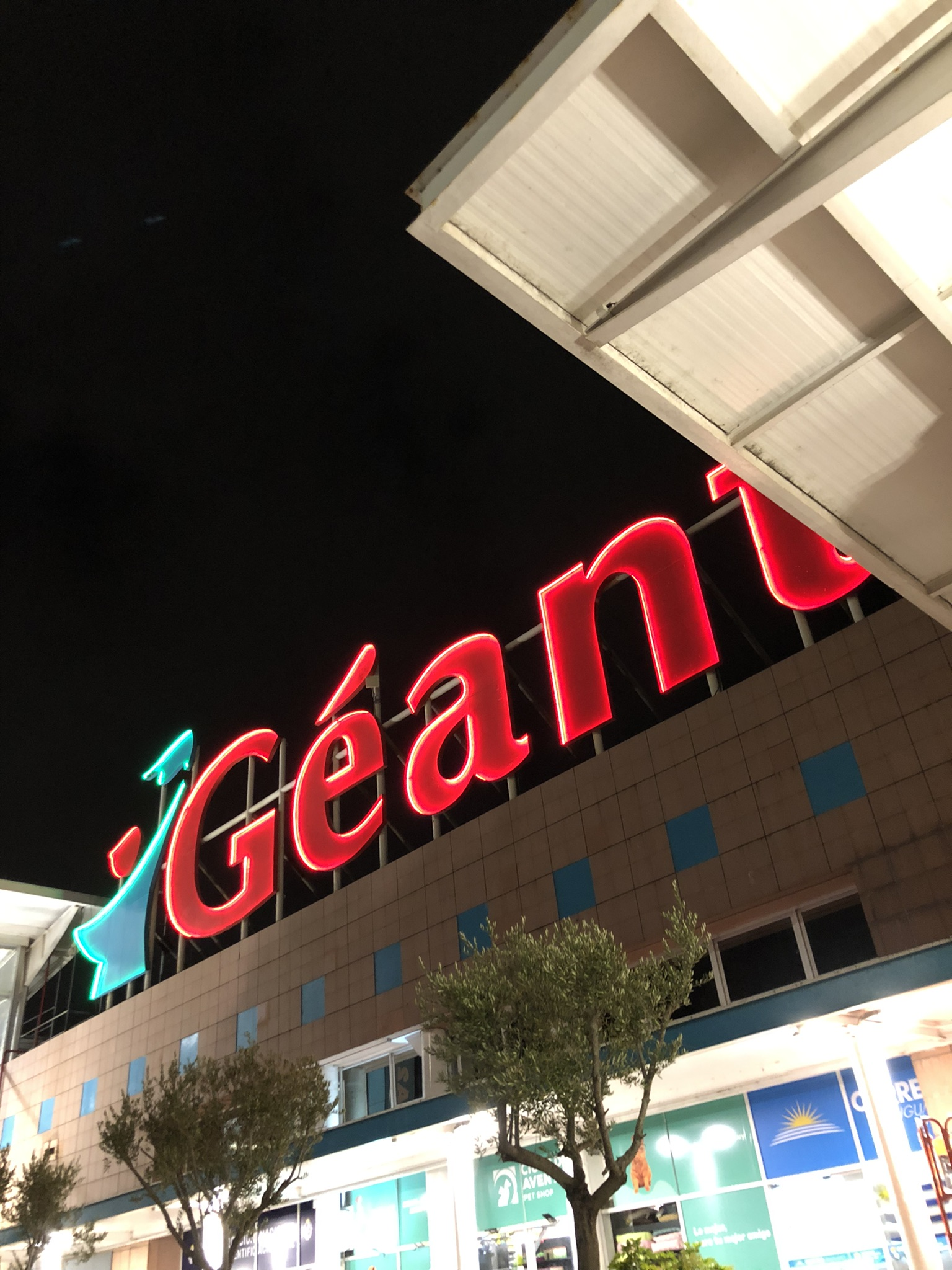
Centro Comercial Geant en la noche

- Costa Urbana Shopping y centro cívico

- Centro Comercial Geant Parque Roosvelt

### Seguridad
El mantenimiento del orden público y la prevención de los delitos en la ciudad está a cargo de las seccionales policiales 18.ª y 27.ª dependientes de la Jefatura de Policía de Canelones.

### Salud
En el ámbito público el Centro de Salud de la Costa brinda servicios del primer nivel de salud para toda la ciudad y su área de influencia. A nivel privado varias mutualistas cuentan con policlínicas y centros asistenciales en la ciudad (CASMU, Asociación Española, Médica Uruguaya, CAAMEPA, Hospital Evangélico, SMI, COSEMM, Círculo Católico).

### Educación
Nivel Secundario

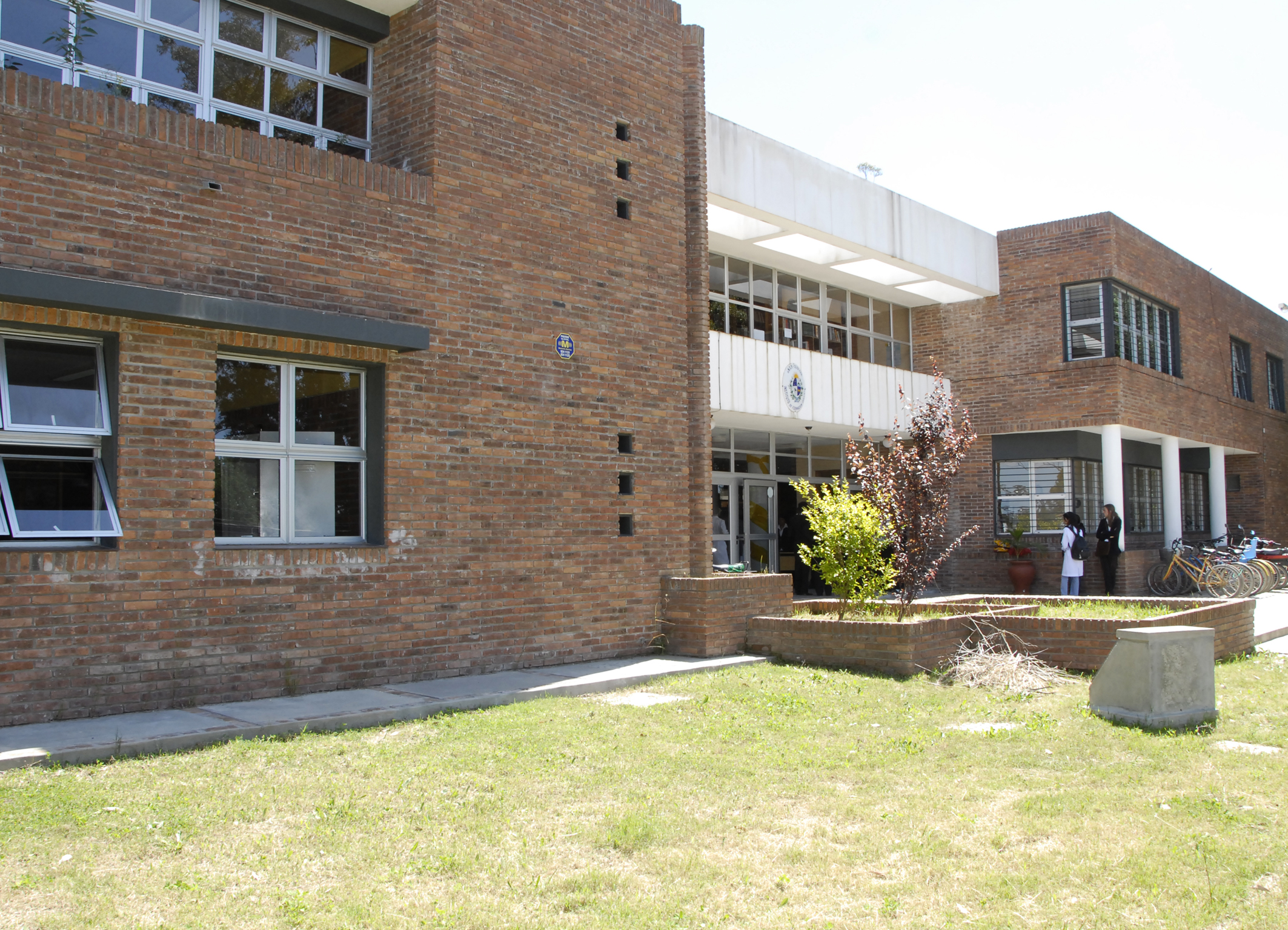
Instituto de Formación Docente de la Ciudad de la Costa

La ciudad cuenta con 6 liceos públicos, dependientes del CES distribuidos en los diferentes barrios de la ciudad y dos Escuelas Técnicas de UTU, ellos son:
- Liceo Nº 1 El Pinar: fue inaugurado en 1972 y oficializado en 1980, se ubica en la zona sur de El Pinar.
- Liceo Nº 2 El Pinar: ubicado en la zona norte de El Pinar, fue inaugurado en abril de 2005.
- Liceo Nº 1 Shangrilá: comenzó a funcionar en 1990 en el local de la escuela N.º 167 hasta su creación en 1992. Su actual edificio, que se ubica sobre la calle Sáenz Peña y Paraguay, fue inaugurado en 1996.
- Liceo Nº 1 Solymar: fue fundado como liceo Popular el 15 de marzo de 1971 a iniciativa del Club de Leones local, y oficializado el 21 de marzo de 1972. Se ubica en la calle Mar de Ajó y Calle 70.
- Liceo Nº 2 Solymar: comenzó su actividad como anexo del Liceo N.º 1 de Solymar, el 9 de marzo de 1992, hasta que en 1995 pasa a funcionar independientemente. Su local actual fue inaugurado en 1998, en la zona de Solymar Norte (Calle 53 y 34).
- Liceo Médanos de Solymar: fue inaugurado oficialmente el 13 de marzo de 2000, ubicado sobre la Avenida Central y Long Beach.
- Escuela Técnica Solymar Norte: fue inaugurada en 1999, ubicada atrás del Liceo N.º 2 Solymar, sobre la Avenida Aromos y Calle 34.
- Escuela Técnica El Pinar: fue inaugurada el 21 de abril de 2022, ubicada sobre el km. 29 de la paralela sur de Av. Giannatassio y Asamblea.

Funcionan además liceos privados:
- Liceo It-hué
- Colegio y Liceo Santa Elena
- Liceo La Amistad
- Colegio Nacional José Pedro Varela
- Liceo IEP
- Liceo Aleph
- Colegio y Liceo Areteia
- Colegio Salesiano de la Costa
- Colegio San Leonardo
- Colegio My Toys
- Colegio Lagomar
- Colegio del Lago
- Colegio y Liceo J.L Zorrilla de San Martín
- Colegio North Schools.

Nivel Terciario
Desde 1999, funciona en la ciudad el Instituto de Formación Docente de la Costa, el cual comenzó a funcionar como Instituto Normal Experimental de la Costa (INECO). El instituto surgió debido a la creciente necesidad de instituciones educativas en la zona, consecuencia del aumento explosivo de la población de la ciudad. Este instituto ofrece las carreras de Maestro y profesor con título válido para todo el territorio nacional.

## Balnearios y barrios de Ciudad de la Costa

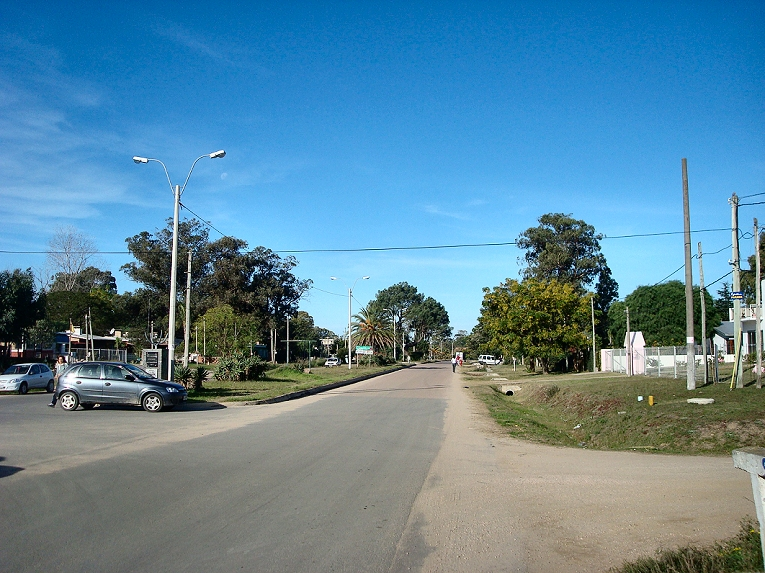
Avenida Alvear en la zona de San José de Carrasco

| - Barra de Carrasco - El Pinar - Parque Carrasco - Shangrilá - San José de Carrasco - Lagomar - El Bosque | - Solymar - Parque de Solymar - Montes de Solymar - Lomas de Solymar - Colinas de Solymar - Médanos de Solymar |

## Transporte

### Aeropuerto
Junto a la ciudad se encuentra el Aeropuerto Internacional de Carrasco, principal aeropuerto internacional de Uruguay.

### Carreteras y Avenidas
Dos importantes rutas nacionales sirven a la ciudad:
- Ruta Interbalnearia: bordea la zona norte de la ciudad, sirve de conexión con la zona este del país.
- Ruta 101: sirve de conexión con la zona de Colonia Nicolich, Villa Aeroparque y Pando.
- Avenida Giannattasio: principal avenida de la ciudad, sobre ella se encuentran instalados muchos de los comercios y servicios más importantes de la ciudad.
- Rambla Costanera: carretera costanera que se extiende desde el arroyo Carrasco hasta El Pinar, conectando con la Rambla de Montevideo.

### Transporte público

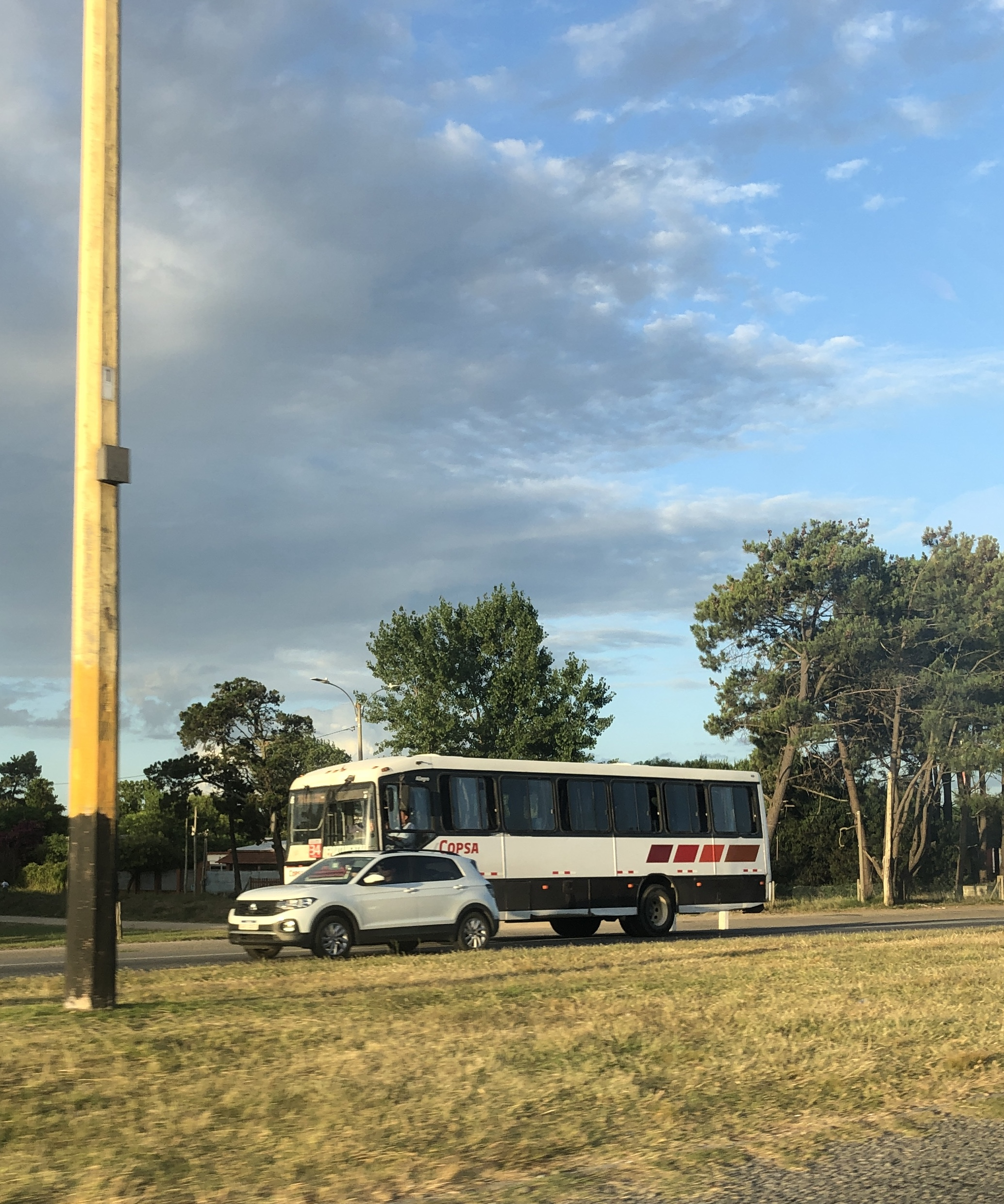
Ómnibus de la Compañía COPSA sobre la Avenida Ingeniero Luis Giannattasio

En Ciudad de la Costa operan líneas urbanas del departamento de Canelones, así como también líneas suburbanas del área metropolitana de Montevideo. Todas se encuentran dentro del Sistema de Transporte Metropolitano. Existen diversas terminales de ómnibus en la ciudad, como la terminal Geant -la más concurrida-, la terminal de COPSA en El Pinar, o las más discretas terminales de Cutcsa y UCOT de El Pinar (líneas 214 y 221) o la de UCOT en Solymar (línea 221). También se encuentra la terminal Cutcsa de 104 y 142, en la Rambla Costanera en el barrio Shangrilá
- Líneas urbanas de Montevideo, con destino Ciudad de la Costa: 21, 104, 105, 306, D10,  D11, 104 y 142.
- Líneas urbanas de Canelones: XA1, XA2, 757, P759, P760, P761, P768, L1, L4, L5, L6.
- Líneas suburbanas: 221, 222, 214, 700, 705, 714, 7E7R, 7E8R, 8E7R, 8E8R, 700, 706, 707, 708, 709, 710, 711, 712, 713, 714, C1, C2, C3, y C5.

## Galería de imágenes

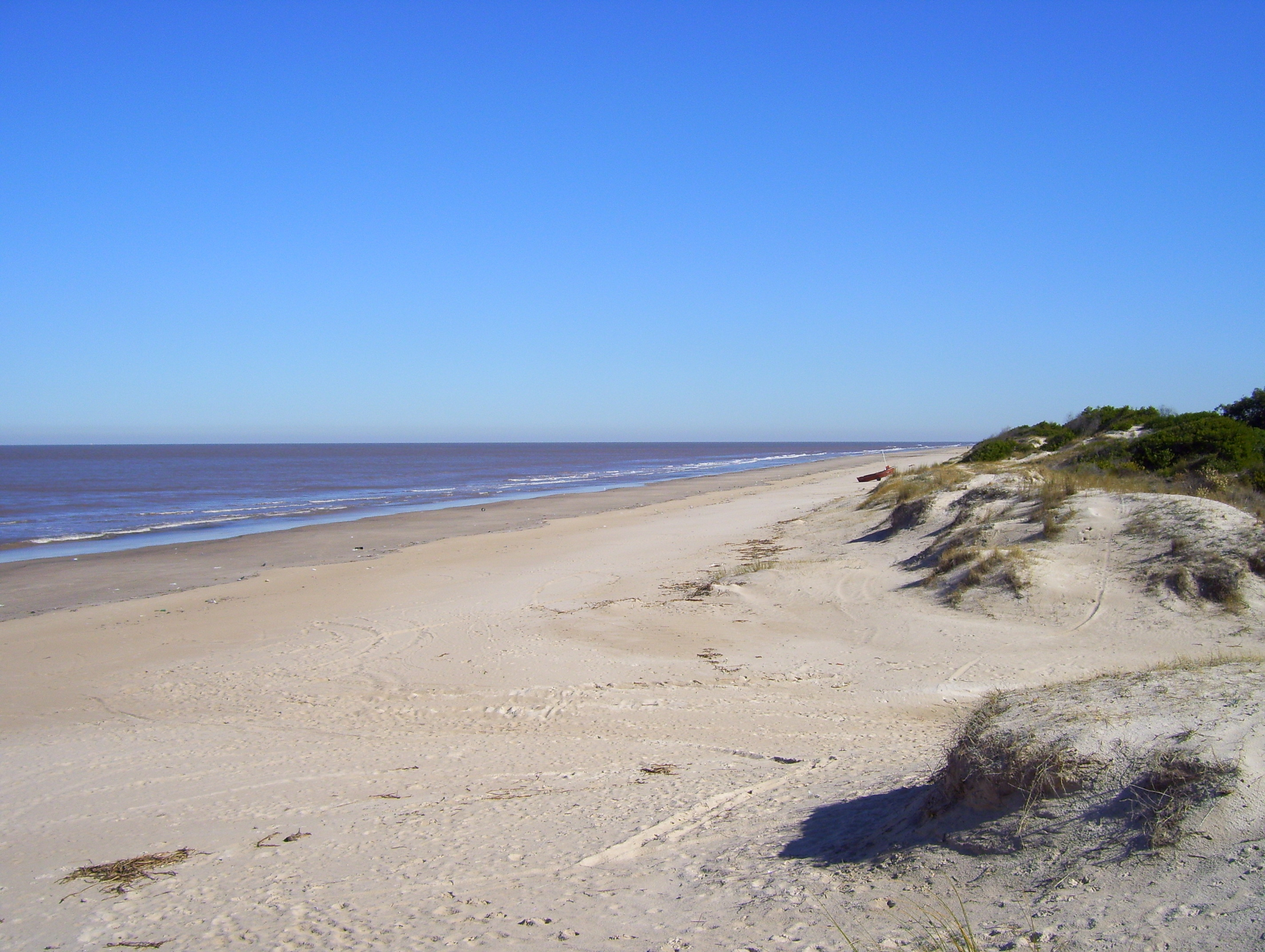
Playa de San José de Carrasco.
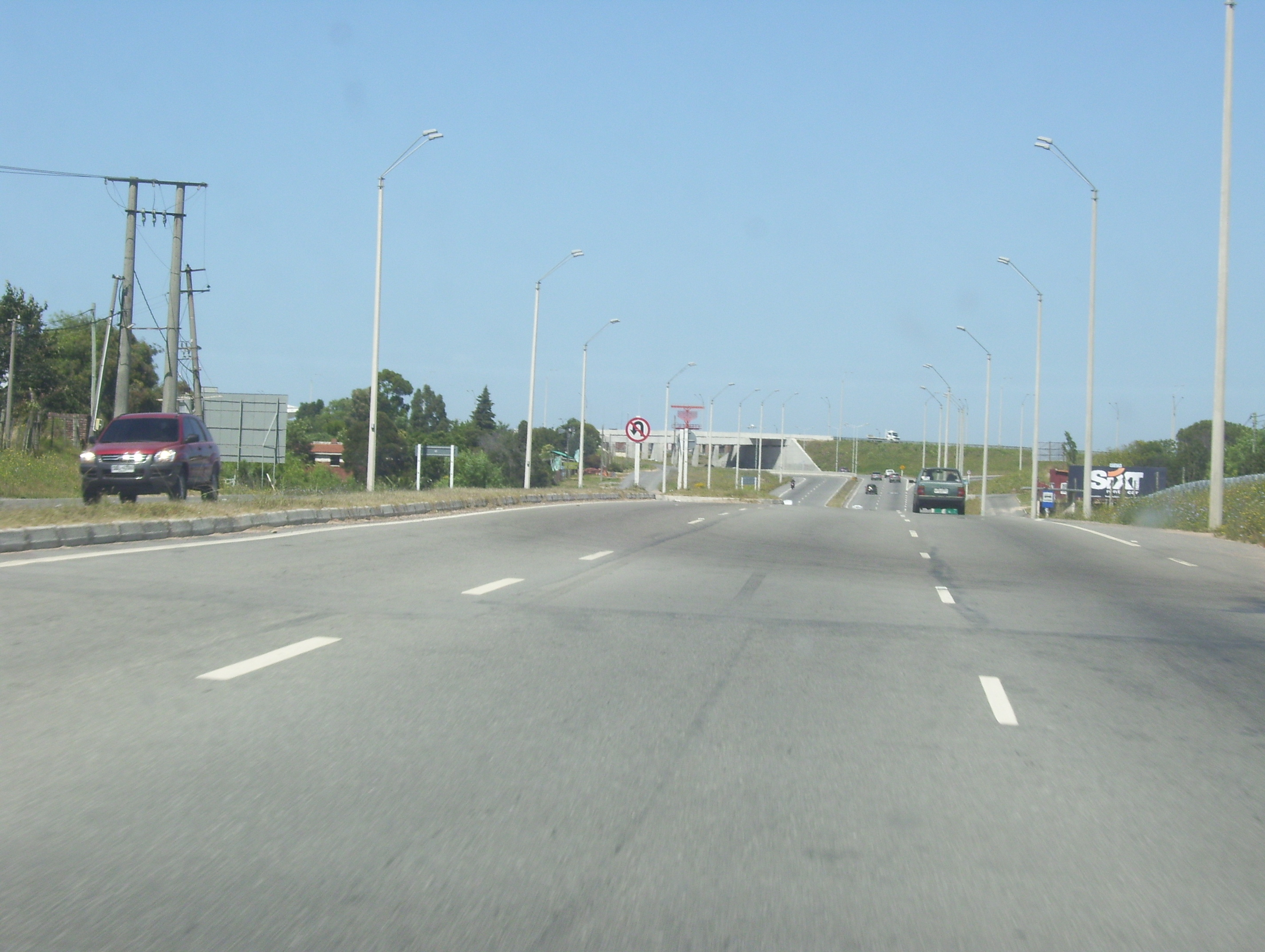
Ruta Interbalnearia, en la zona norte de la ciudad.
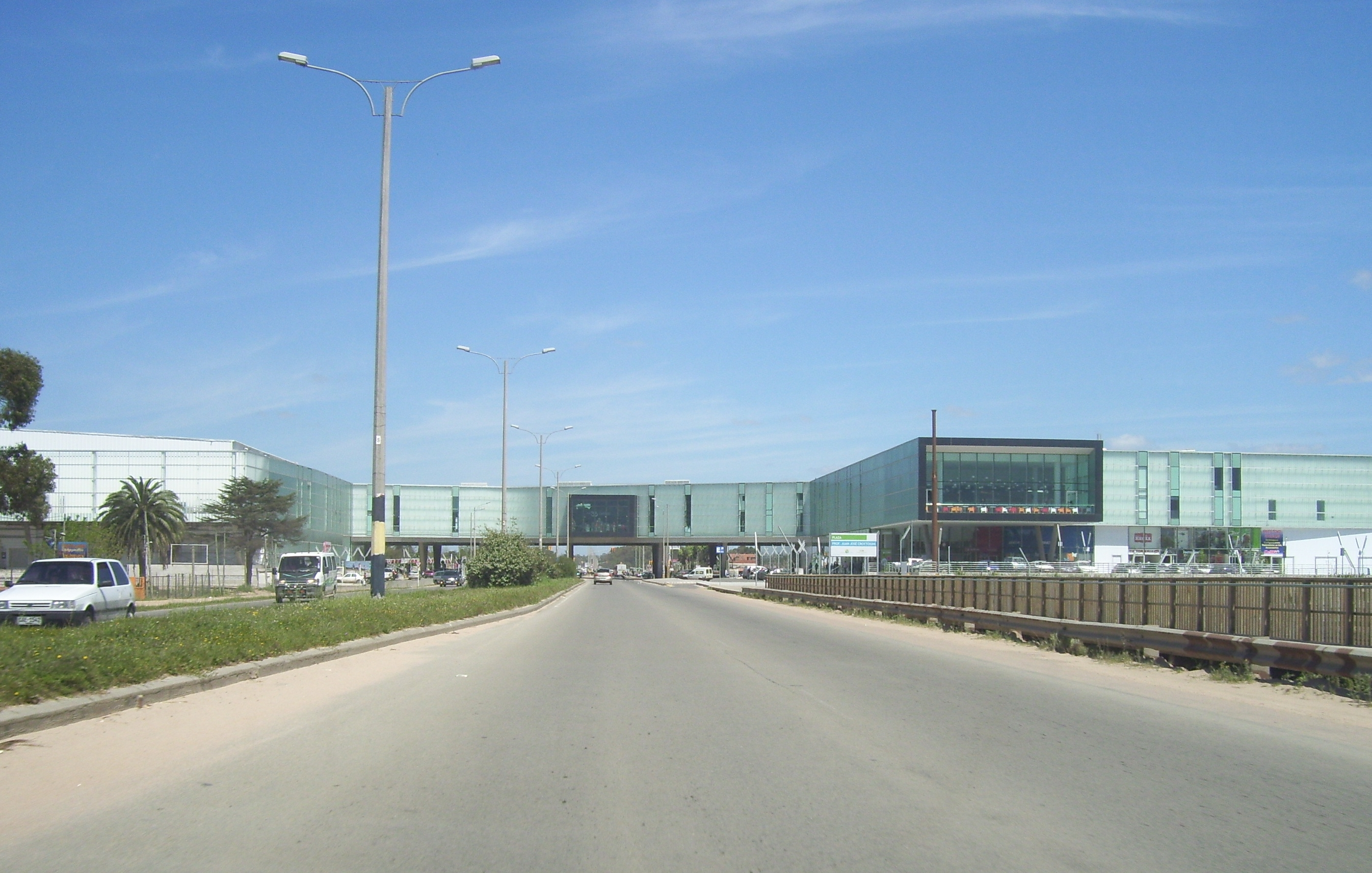
Avenida Giannattasio, Centro Cívico y Costa Urbana Shopping.
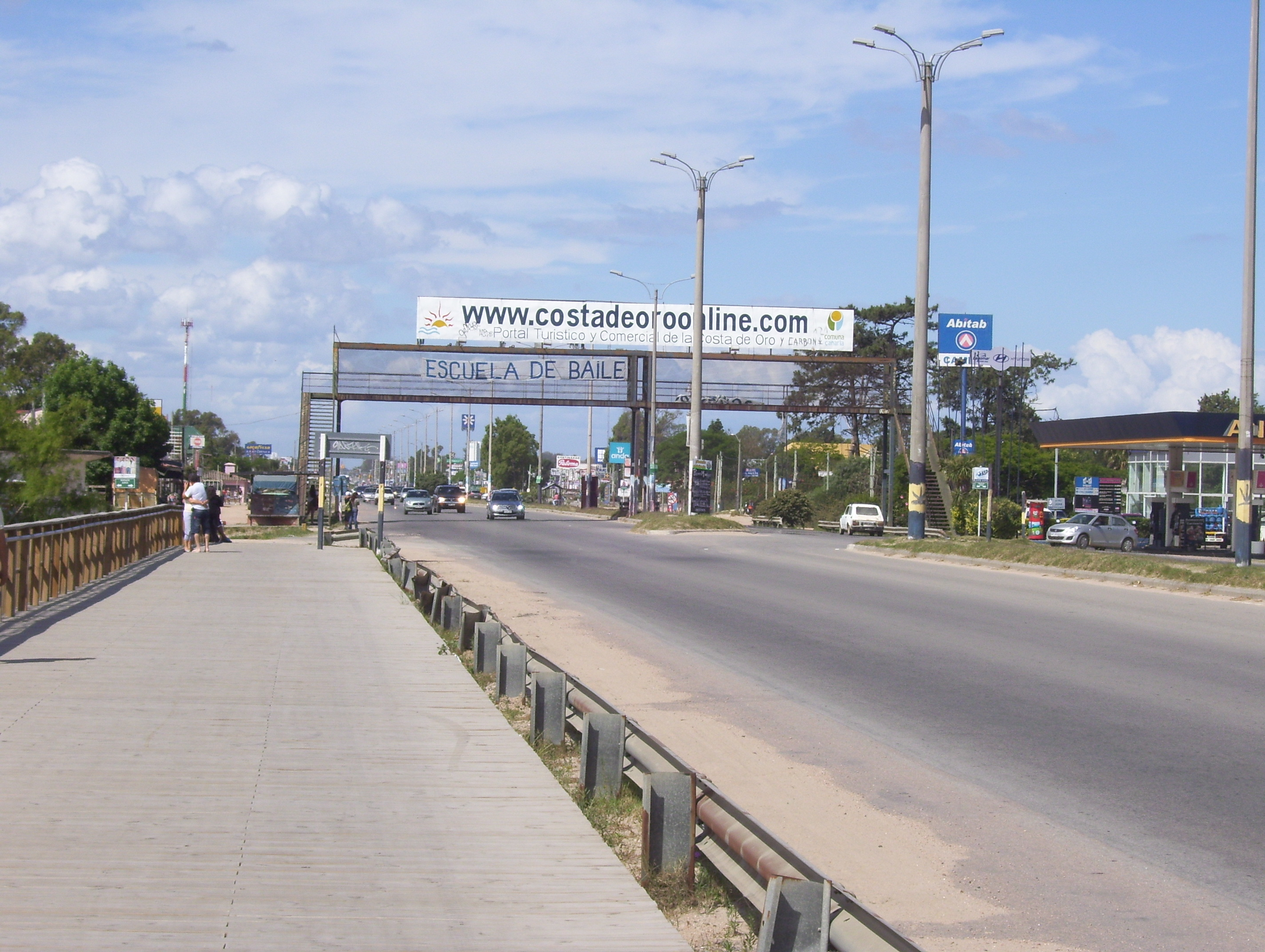
Avenida Giannattasio km 21 en la zona de Lagomar